# Cylindrarctus onaga
Cylindrarctus onaga är en skalbaggsart som beskrevs av Chandler 1988. Cylindrarctus onaga ingår i släktet Cylindrarctus och familjen kortvingar. Inga underarter finns listade i Catalogue of Life.